# Alexander Sørloth
Alexander Sørloth (n. 5 decembrie 1995, Trondheim, Norvegia) este un fotbalist profesionist norvegian care joacă ca atacant la Atlético Madrid în La Liga și pentru echipa națională a Norvegiei.

## Carieră

### Rosenborg
După câțiva ani în sistemul de tineret, Sørloth a fost recompensat cu un contract de Rosenborg în iulie 2013. A jucat primul său meci profesionist pentru Rosenborg când a fost înlocuit în a doua jumătate a meciului din prima rundă de calificare în Europa League împotriva lui Crusaders și i-a luat doar 12 minute să înscrie primul său gol, al șaselea lui Rosenborg în victoria lor cu 7-2.
Și-a făcut debutul în Tippeligaen pe 20 iulie 2014 în meciul de acasă al lui Rosenborg împotriva lui Sogndal, înlocuind-ul pe Alexander Søderlund după 60 de minute. 
Sørloth a fost împrumutat la Bodø/Glimt înainte de începerea campionatului în 2015. În ligă, a marcat 13 goluri și a oferit cinci pase decisive în cele 26 de apariții (19 ca titular).  În ultimul său meci pentru Bodø/Glimt, a marcat al doilea hat-trick al sezonului, împotriva lui Stabæk.

### Groningen
La 6 noiembrie 2015, Sørloth a confirmat că se va alătura lui FC Groningen cu un contract de 4 ani și jumătate la sfârșitul sezonului. Groningen a plătit o taxă de transfer de aproximativ 750.000 de euro.

### Midtjylland
La 1 iunie 2017, FC Midtjylland a anunțat semnarea lui Sørloth pe un contract de patru ani. 

### Crystal Palace
La 31 ianuarie 2018, Sørloth a semnat cu Crystal Palace pentru o taxă raportată de 9 milioane de lire sterline.  Și-a făcut debutul pe 10 februarie 2018 într-o înfrângere cu 3-1 în deplasare cu Everton.  Marți, 28 august, Sørloth a marcat primul său gol pentru Crystal Palace într-un meci din Cupa EFL împotriva lui Swansea City, meciul s-a terminat cu 1–0. 

#### Împrumut la Gent
Pe 8 ianuarie 2019, Sørloth a semnat pentru echipa din Prima Ligă Belgiană, KAA Gent împrumutat până la sfârșitul sezonului 2018-19. 

#### Împrumut la Trabzonspor
În august 2019, Sørloth a semnat pentru clubul turc din Süper Lig Trabzonspor împrumutat până la sfârșitul sezonului 2019-20. 
Primul meci oficial al lui Sørloth pentru Trabzonspor a fost împotriva lui Sparta Praga în turul al treilea de calificare în UEFA Europa League, unde a marcat al doilea gol într-un meci care s-a încheiat cu 2–2.  În martie 2020, Sørloth a marcat primul său hat-trick pentru Trabzonspor împotriva lui Kasimpasa, într-un meci care s-a încheiat 6-0. 
La 5 iulie 2020, Sørloth a devenit jucătorul străin cu cel mai mare punctaj al lui Trabzonspor într-un singur sezon, cu 29 de goluri, depășind legendarul atacant georgian Shota Arveladze. 

### RB Leipzig
După ce a jucat pentru echipa sa națională în primele două meciuri din grupa UEFA Nations League, Sørloth nu a reușit să se întoarcă la Trabzon înaintea următorului meci al lui Trabzonspor din campionat împotriva lui Beșiktaș.  La 22 septembrie 2020, Sørloth a semnat pentru RB Leipzig pentru o taxă inițială de 20 de milioane de euro plus 2 milioane de euro în potențiale suplimente, toate veniturile urmând să fie împărțite în mod egal între Trabzonspor și Crystal Palace.  Pe 2 decembrie 2020, a marcat golul câștigător împotriva lui İstanbul Bașakșehir într-o victorie cu 4–3 în UEFA Champions League 2020–21,  care a fost primul său gol pentru club.

#### Împrumut la Real Sociedad
Pe 25 august 2021, Sørloth a plecat la Real Sociedad din La Liga cu un contract de împrumut pentru un sezon.  Pe 29 august 2022, s-a întors la echipa Txuri-urdin împrumutat pentru încă un an. 

### Villarreal
La 25 iulie 2023, Villarreal a anunțat semnarea lui Sørloth pe o durată de cinci ani,  pentru o taxă raportată de 10 milioane de euro.  Pe 27 august, a marcat primul său gol pentru club într-o înfrângere cu 4-3 împotriva lui Barcelona.  Pe 19 mai 2024, a marcat patru goluri într-un meci din campionat încheiat cu scorul de 4–4 împotriva lui Real Madrid, atingând cel de-al 23-lea gol, fără lovituri de departajare, din sezonul 2023–24, în calitate de golgheter al La Liga, cu un meci rămas.  În cele din urmă, a fost depășit cu un singur gol de Artem Dovbyk, care a marcat un hat-trick în ultima etapă a sezonului. 

### Atlético Madrid
Pe 3 august 2024, Sørloth s-a transferat la Atlético Madrid, un alt club din La Liga, pentru o sumă de aproximativ 32 de milioane de euro. A semnat un contract pe patru ani. Câteva săptămâni mai târziu, pe 19 august, a marcat primul său gol la debutul său într-un meci încheiat la egalitate, scor 2-2, în deplasare, împotriva fostei sale echipe, Villarreal. Mai târziu în acel an, pe 21 decembrie, a marcat un gol în prelungiri într-o victorie cu scorul de 2-1 asupra Barcelonei, asigurând prima victorie în deplasare a clubului său împotriva acesteia din februarie 2006.
Pe 10 mai 2025, Sørloth a marcat patru goluri în prima repriză împotriva fostei sale echipe, Real Sociedad, inclusiv un hat-trick în patru minute, doborând recordul anterior deținut de David Villa în 2006. În plus, a devenit primul jucător din istoria La Liga care a reușit un hat-trick înainte de minutul 12, adăugând un al patrulea gol în minutul 30.

## Cariera internațională
Sørloth a debutat cu naționala de seniori a Norvegiei împotriva Portugaliei pe 29 mai 2016.  A marcat primul său gol împotriva Islandei în același an, pe 1 iunie. 

## Viața personală
Sørloth este fiul fostului jucător de la Rosenborg și internațional norvegian Gøran Sørloth . 
La 31 mai 2021, o postare de pe Instagram a lui a depășit 3,5 milioane de comentarii, devenind cea mai comentată postare de pe Instagram de către un atlet. Era vorba în principal de fanii clubului turc de fotbal Trabzonspor, care i-au cerut jucătorului să revină la fostul său club împrumutat. 

## Titluri
Rosenborg
- Cupa Norvegiei A-juniori: 2012

Midtjylland
- Superliga daneză: 2017–18

Trabzonspor
- Cupa Turciei: 2019–20

Individual
- Cel mai bun marcator din Süper Lig: 2019–20
- [[{{{2}}}|Atacantul sezonului din Super Lig]]⁠(tr)[traduceți]: 2019–20
- Cel mai bun marcator a Cupei Turciei: 2019–20
- Jucătorul lunii din La Liga: ianuarie 2023 [32]